# 前场一也
前场一也（日语：／ Maeba Kazuya，1969年2月19日—），日本男子田径运动员。他曾代表日本参加1996年和2000年夏季残疾人奥林匹克运动会田径比赛，获得一枚金牌、一枚银牌和一枚铜牌。